# Colomoncagua
Colomoncagua es un municipio del departamento de Intibucá en la República de Honduras.

## Toponimia
Tradicionalmente se cree que su nombre significa "colinas, montañas y agua".
Etimológicamente, su nombre proviene del dialecto lenca "Potón"de los vocablos, Colo (Pueblo o lugar habitado), Mon (Conejo), ca (piedra o roca), gua (de guara: río),lo interpretamos como:"Pueblo del río, de las piedras y conejos".

## Límites
Situado a mayor altura de los otros pueblos del sur del Departamento de Intibucá.
| Orientación | Límite                                         |
| ----------- | ---------------------------------------------- |
| Norte       | Municipio de San Marcos de la Sierra, Intibucá |
| Sur         | República de El Salvador                       |
| Este        | Municipio de Santa Elena, La Paz               |
| Oeste       | Municipio de Camasca, Intibucá                 |
|             | Municipio de Magdalena, Intibucá               |

## Historia
En 1662, fue fundado.
En 1671, le dieron categoría de Municipio, pertenecía a Gracias.
En 1883, al crearse el Departamento de Gracias, era uno de los municipios del Círculo de Camasca.
En 1969, cuando sucedió un breve conflicto armado entre la república de El Salvador y Honduras en este municipio no se suscitaron eventos.
En la Guerra Civil Salvadoreña en la década de los años 1980 y principios de los años 1990 en este municipio se refugiaron muchas personas alejándose del conflicto interno salvadoreño.

## División Política
|          | 2001 | 2013 |
| -------- | ---- | ---- |
| Aldeas   | 10   | 10   |
| Caseríos | 90   | 116  |

| Código | Aldea                                 |
| ------ | ------------------------------------- |
| 100301 | Colomoncagua (cabecera del municipio) |
| 100302 | El Picacho                            |
| 100303 | Las Lomas                             |
| 100304 | Los Amates                            |
| 100305 | Llano Grande                          |
| 100306 | San Míguelito                         |
| 100307 | San Marcos                            |
| 100308 | Santa Ana                             |
| 100309 | Santo Domingo                         |
| 100310 | Vados de San Antonio                  |